# Die unglaublichen Abenteuer des Herkules
Die unglaublichen Abenteuer des Herkules (Originaltitel: Le fatiche di Ercole) ist ein mythologischer Abenteuerfilm, der 1957 in Italien gedreht wurde. Sein überragender Erfolg in Europa und den USA begründete eine Welle von Antikfilmen und legte den Grundstein für die italienische Genreproduktion, die bis Mitte der 1980er Jahre anhielt.

## Inhalt
Die Geschichte mischt Elemente der sagenhaften Geschichten um Herkules und Jason: Nachdem Herkules seine Tochter Iole hilfreich aus Gefahr gerettet hat, beauftragt ihn Pelias, König von Iolcus, mit der Erziehung seines Sohnes Iphitus; dieser verliert im Kampf gegen den Nemeischen Löwen sein Leben. Da Herkules aber beim Volk immer beliebter wird, sorgt der intrigante Eurysteus dafür, dass er gegen den Kretischen Stier kämpfen muss. Während dieses Abenteuers trifft Herkules auf Jason, der der eigentliche Herrscher über Iolcus ist, dazu aber das Goldene Vlies beischaffen muss. Jason, die Argonauten und Herkules treffen auf dessen Suche auf Amazonen und Affenmenschen, töten den Drachen, der in Kolchis das Vlies bewacht und werden von Eurysteus um den Lohn betrogen. Schließlich jedoch sorgt die schier unglaubliche Muskelkraft des Herkules für einstürzende Tempel, Eurysteus' Tod unter seinen Schwerthieben und die im Suizid endende Verzweiflung Pelias’. Herkules verlässt mit Iole den neuen Herrscher Jason.

## Kritik
„Das Grundgerüst ist dasselbe, das knappe fünfzehn Jahre später Bud Spencer zum Erfolg verhelfen sollte: Prügelcomic. Mit geballter Bizepsmacht walzte Herkules ganze Heerscharen nieder, riß armdicke Ketten aus der Wand und brachte Tempel zum Einsturz – die ideale Verkörperung pubertärer Machtphantasien.“

„Anspruchslose Unterhaltung zwischen harmlosem Staunen und grotesk-erheiterndem Spaß.“

## Bemerkungen
Der eigentliche Erfolg des Films kam nach dem Ankauf des Films durch Joseph E. Levine, der ihn in einer bis dahin beispiellosen Vermarktungskampagne zum 20-Millionen-$-Erfolg alleine in den USA machte. Der Film sanierte nicht nur seinen Investor, sondern begründete die bis dahin nur sporadisch Genrefilme produzierende italienische Filmwirtschaft in neuem Umfang; bis dahin war italienische Unterhaltungsfilmware im Wesentlichen auf Komödien und Melodramen beschränkt, die kaum außerhalb des Ursprungslandes zu sehen waren.
Für das Licht und die Effekte war  Mario Bava verantwortlich.